# Episodi di The DuPont Show of the Month (terza stagione)
La terza stagione della serie televisiva The DuPont Show of the Month è andata in onda negli Stati Uniti dal 28 settembre 1959 al 21 aprile 1960 sulla CBS.
| nº | Titolo originale | Prima TV USA      |
| -- | ---------------- | ----------------- |
| 1  | Body and Soul    | 28 settembre 1959 |
| 2  | The Fallen Idol  | 14 ottobre 1959   |
| 3  | I, Don Quixote   | 9 novembre 1959   |
| 4  | Oliver Twist     | 4 dicembre 1959   |
| 5  | Arrowsmith       | 17 gennaio 1960   |
| 6  | Ethan Frome      | 18 febbraio 1960  |
| 7  | Treasure Island  | 5 marzo 1960      |
| 8  | Years Ago        | 21 aprile 1960    |

## Body and Soul
- Prima televisiva: 28 settembre 1959

### Trama
- Guest star: Martin Balsam (Charlie Davis), Neville Brand, Ben Gazzara, Ellen Madison, Franchot Tone

## The Fallen Idol
- Prima televisiva: 14 ottobre 1959

### Trama
- Guest star: Jacques Hirschler (Philippe), Jack Hawkins (Baines), Jessica Tandy (Mrs. Baines), Dina Merrill (Julie), Barry Morse (ispettore Crowe), Thayer David (dottor Fenton), Tim O'Connor (Ames), Myra Carter (Rose), James Valentine (Harry), Christopher Hewett (poliziotto), Anthony Kemble-Cooper (Hart), Peter von Zerneck (ambasciatore), Curt Lowens, Bryan Herbert

## I, Don Quixote
- Prima televisiva: 9 novembre 1959

### Trama
- Guest star: Lee J. Cobb (Miguel de Cervantes / Don Quixote de la Mancha / Alonso Quijana), Eli Wallach (Sancho Panza / Cervantes' Manservant), Hurd Hatfield (Duke / Dr. Sanson Carrasco), Colleen Dewhurst (Aldonza / Dulcinea / Escalante), Jack Bittner, Leonardo Cimino, Peter Donat, Mark Lenard, Joanne Linville, Al Mancini, Eda Reiss Merin, Jeremiah Morris, James Patterson, Gerald Price, Boris Tumarin, Louis Zorich

## Oliver Twist
- Prima televisiva: 4 dicembre 1959

### Trama
- Guest star: Tom Clancy (Bill Sykes), John Colicos (Monks), Beulah Garrick (Mrs. Sowerberry), William Hickey (Toby Crackit), Michael Hordern (Mr. Brownlow), Lucy Landau (Mrs. Corney), Ronald Long (Mr. Grimwig), John McGiver (Mr. Sowerberry), Anne Meara, Robert Morley (Mr. Bumble), Taugh O'Faillon, Rex O'Malley, Dick O'Neill (poliziotto), Eric Portman (Fagin), George Rose (Magistrate Fang), Inga Swenson (Rose), Richard Thomas (Oliver Twist), George Turner (Bookseller), James Valentine (Noah Claypole), Margaretta Warwick, Nancy Wickwire (Nancy Sykes), Kathy Willard (Bet)

## Arrowsmith
- Prima televisiva: 17 gennaio 1960

### Trama
- Guest star: Diane Baker (infermiera Leora Tozer), Royal Beal, Ellen Burstyn, Ivan Dixon, Robert Dryden, Robert Emhardt, Farley Granger (dottor Martin Arrowsmith), Oskar Homolka (dottor Max Gottlieb), Francis Lederer, Bernard West

## Ethan Frome
- Prima televisiva: 18 febbraio 1960

### Trama
- Guest star: Jack Betts (Denis Eady), Clarice Blackburn (Zeena Frome), Heywood Hale Broun (Postmaster), Philip Coolidge (Ed Varnum), Roy Fant (Simon), Julie Harris (Mattie Silver), Sterling Hayden (Ethan Frome), Arthur Hill (narratore), Kim Stanley (Sarah Anne Howe), Charles Tyner (Jotham Powell)

## Treasure Island
- Prima televisiva: 5 marzo 1960

### Trama
- Guest star: Hugh Griffith (Long John Silver), Max Adrian (Pew), Michael Gough (dottor Livesey), Barry Morse (capitano Smollett), Boris Karloff (capitano Billy Bones), Richard O'Sullivan (Jim Hawkins), Douglas Campbell (Squire Trelawny), George Rose (Ben Gunn), John Colicos (Mr. Arrow), George Mathews (Black Dog), Tim O'Connor (Morgan), Tom Clancy (Israel Hands), Betty Sinclair (Mrs. Hawkins), Woodrow Parfrey (Bryan)

## Years Ago
- Prima televisiva: 21 aprile 1960

### Trama
- Guest star: Sandra Church (Ruth Gordon Jones), Peggy Conklin (Annie Jones), Robert Preston (Clinton Jones)